# Партизанское движение в Беларуси во время Великой Отечественной войны
Сове́тское партиза́нское движе́ние в Белару́си (бел. Савецкі партызанскі рух у Беларусі) — советское партизанское движение, осуществлявшее вооружённую борьбу против войск нацистской Германии во время оккупации ими территории БССР в 1941—1944 годах. Основными организаторами партизанского движения являлись коммунисты, беспартийные активисты, военнослужащие и командиры Красной армии.
По мнению советских и ряда современных беларуских историков, партизанское движение на территории Беларуси имело общенародный характер. К концу 1941 года в рядах партизан сражались 12 тысяч человек в 230 отрядах. Численность белорусских народных мстителей к концу войны превышала 374 тысячи человек. Они были объединены в 1 255 отрядов, из которых 997 входили в состав 213 бригад и полков, а 258 отрядов действовали самостоятельно. Некоторыми зарубежными исследователями, в частности польско-немецким историком Богданом Мусялом, продвигается антисоветская позиция, согласно которой число партизан объявляется многократно завышенным и делается акцент на «алкоголизме и антисемитизме советских партизан, их нападениях на мирное население».

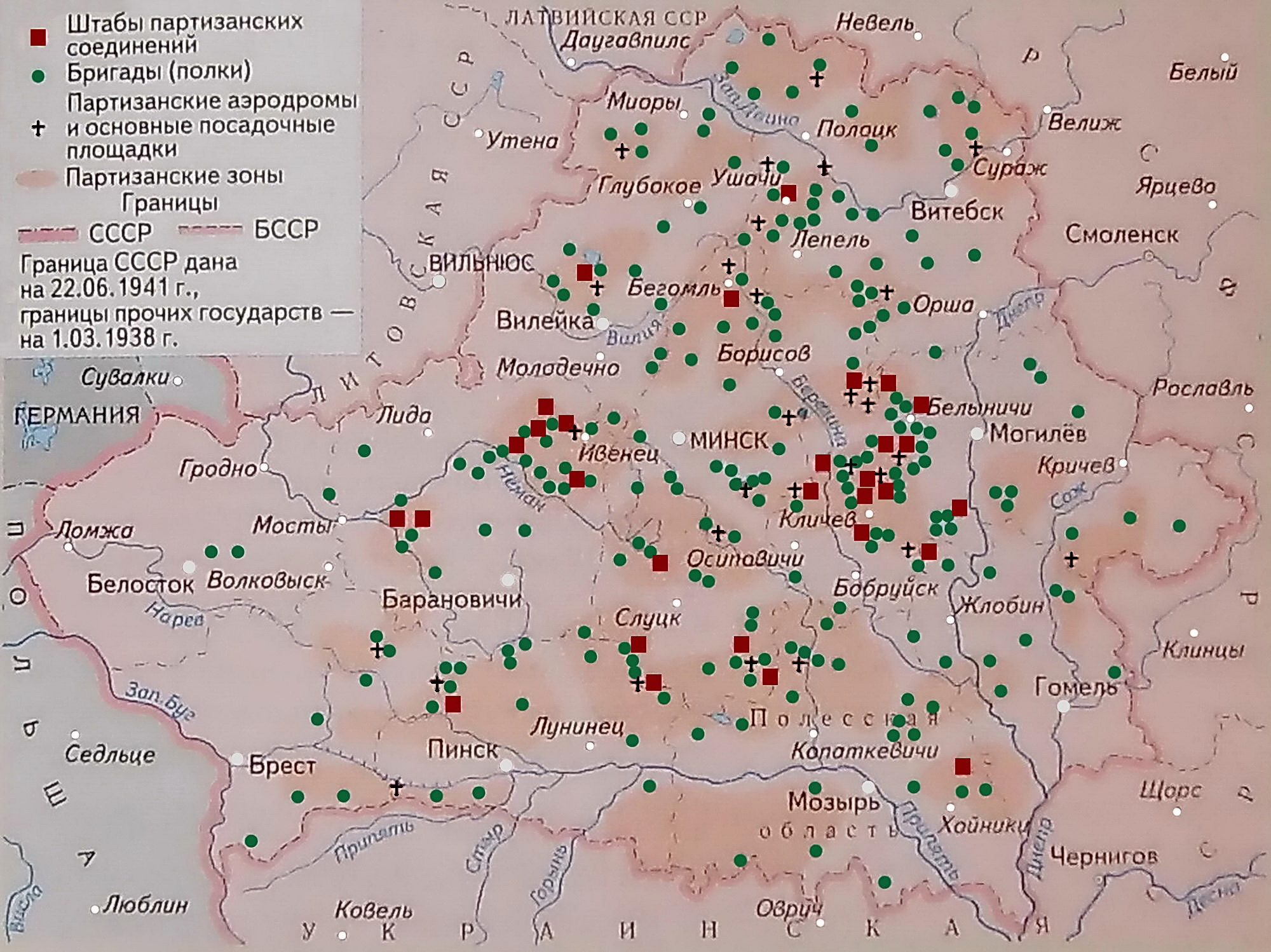
Партизанские бригады и соединения на территории БССР (1942—1944)

Расширению и укреплению партизанского движения в Беларуси способствовало огромное количество лесов, рек, озёр и болот. Эти географические факторы затрудняли эффективное проведение немцами карательных мер против партизан.
Одной из первоочередных задач белорусских партизан было препятствие подвоза немецких подкреплений к фронту. По территории Беларуси проходили следующие железнодорожные магистрали: Белосток — Вильнюс — Псков, Седлец — Волковыск — Невель, Брест — Минск — Смоленск, Брест — Пинск — Гомель, Брест — Ковель, Невель — Орша — Гомель и Вильнюс — Минск — Гомель, общей протяжённостью 5 700 км. За годы борьбы белорусскими партизанами было взорвано более 300 тыс. рельсов и пущено под откос 11 128 немецких эшелонов с живой силой и боевой техникой.
В развитии белорусского партизанского движения можно условно выделить несколько этапов:
- Первый этап (июнь 1941 — ноябрь 1942) — начальный период организации и развития партизанского движения;
- Второй этап (ноябрь 1942 — декабрь 1943) — период массового развития партизанского движения;
- Третий этап (декабрь 1943 — июль 1944) — заключительный период партизанского движения.

## Предпосылки
Под оккупацией на захваченной немецко-фашистскими войсками территории Белорусской ССР оказалось около 8 миллионов гражданского населения, а также около 900 тысяч советских военнопленных. 
Сразу же немецкой оккупационной администрацией стали осуществляться мероприятия, предусмотренные в плане «Ост» по колонизации и германизации захваченных территорий (см. генеральный план «Ост» и Холокост в Белоруссии).
Первым шагом оккупантов стало введение ограничений гражданских свобод местного населения. Было объявлено чрезвычайное положение. Всё население, проживающее на оккупированной территории, подлежало обязательному учёту и регистрации в местных администрациях. Запрещалось деятельность всех организаций, а также проведение митингов и собраний. Вводился пропускной режим и действовал комендантский час. С первых дней войны немцы проводили массовые чистки: убивали коммунистов, комсомольцев, активистов советской власти, представителей интеллигенции. С особой жестокостью уничтожалась «расово вредная» часть населения: евреи, цыгане, физически и психически больные люди.
Массовое уничтожение населения осуществляли айнзацгруппы, которые делились на специальные и оперативные.
На территории БССР нацистами было создано 260 концентрационных лагерей смерти, их филиалов и отделений. Самым крупным являлся Тростенецкий лагерь смерти, в котором за годы войны было уничтожено 206,5 тыс. человек.
В городах организовывались специальные зоны проживания евреев — гетто. Всего в БССР было создано, по разным данным, от 111 до более чем 200, а по данным доктора исторических наук Эммануила Иоффе — 299 гетто в 277 населённых пунктах на довоенной территории БССР, из которых на современной территории Белоруссии — 238 гетто в 216 населённых пунктах. Наиболее крупные гетто имелись в Минске, Гродно, Бобруйске, Барановичах, Бресте, Пинске, Слониме, Гомеле. Евреи подвергались систематическому целенаправленному уничтожению в рамках политики «окончательного решения еврейского вопроса».
В целях борьбы с антигерманским сопротивлением нацистами широко использовались карательные экспедиции. Уничтожались целые районы, превращавшиеся в «зоны пустынь». За время оккупации БССР было проведено свыше 140 карательных экспедиций. Первая из них — «Припятские болота» — состоялась в июле — августе 1941 на территории Брестской, Минской, Пинской и Полесской областей. За время операции нацистами было расстреляно 13 788 человек. За всё время немецкой оккупации было уничтожено 628 населённых пунктов вместе с жителями, 5 295 населённых пунктов уничтожены с частью жителей.
Наиболее крупными карательными операциями являлись «Орёл», «Треугольник», «Волшебная флейта», «Котбус», «Герман». В отчёте о результатах экспедиции «Герман» (июль — август 1943), проведённой на территории Воложинского, Ивенецкого, Любчанского, Новогрудского и Юратишковского районов, К. фон Готтберг сообщал в Берлин, что убито 4 280 человек, взято в плен 20 944 человек, в том числе 4 180 детей. Немецкими солдатами было реквизировано 3 145 кур, 6 776 коров, 499 телят, 9 571 овец, 1 517 свиней и свыше 100 сельскохозяйственных машин.
Нацисты часто использовали детей в качестве доноров крови. Местное население привлекалось к расчистке заминированных участков, было живым щитом в боевых операциях против партизан и войск Красной армии. Немецкой администрацией применялась депортация населения на принудительные работы в Германию, Австрию, Францию, Чехию. Таких «добровольных» работников называли остарбайтерами. Из Белоруссии было вывезено около 400 тысяч человек. 186 тысяч белорусов погибло на работах.
Все экономические и природные ресурсы захваченных районов были объявлены немецкой собственностью. Вводилась обязательная трудовая повинность. О сущности экономической политики в Восточной Европе (включая Белоруссию) можно судить по требованиям рейхсмаршала Геринга к рейхскомиссарам в августе 1942:

Вы направлены туда для того, чтобы работать на благосостояние нашего народа, а для этого необходимо забирать всё возможное. При этом мне абсолютно всё равно, если вы мне скажете, что люди оккупированных областей умирают с голоду. Пусть умирают, лишь бы только были живы немцы. Я сделаю всё — я заставлю выполнить поставки, которые на вас возлагаю, и если вы этого не сможете сделать, тогда я поставлю на ноги органы, которые при любых обстоятельствах вытрясут эти поставки.
Население Белоруссии должно было платить непосильные платежи: 3—4 центнера зерна с гектара, 350 литров молока с каждой коровы, 100 килограммов свинины с одного двора, 35 яиц от каждой курицы, 6 килограммов птицы со двора, 1,5 килограмма шерсти с каждой овцы и в среднем 100 рублей на одного человека.
Все эти мероприятия, проводимые немецкой администрацией на территории Белоруссии, способствовали подъёму освободительного движения. С первых дней войны белорусы начали оказывать сопротивление нацистам. После введения различных ограничений и налогов недовольство среди мирного населения нарастало в геометрической прогрессии, что позволило успешно организовать партизанское движение на территории БССР.

## Развитие партизанского движения

### Первый этап
Первый этап включает в себя период с июня 1941 по ноябрь 1942 годов. На этом этапе сложилась организационная структура, приобрёл опыт командный состав и произошла централизация руководства партизанским движением. Основной проблемой в распространении партизанского движения по территории БССР являлась нехватка оружия и боеприпасов. Помощи, которую присылали с неоккупированной части СССР, катастрофически не хватало.

#### Образование отрядов и соединений
С самых первых дней войны начали образовываться партизанские отряды. 22—23 июня 1941 года появились первые донесения о партизанских вылазках и диверсиях против немецких войск в западных районах БССР. К концу июня на оккупированной территории действовало 4 партизанских отряда, в июле — 35, а в августе — 61. Первые партизанские отряды создавались партийными организациями на местах, засылались из-за линии фронта, формировались из числа военнослужащих-окруженцев. Одним из первых партизанских отрядов стал отряд «Красный Октябрь» под командованием Ф. Павловского и Т. Бумажкова. Образовались отряды в Пинском (командир В. Корж), Любанском (командир А. Далидович), Чашникском (командир Т. Е. Ермакович) и в Суражском (отряд «Батьки Миная», командир М. Шмырёв) районах.
Первоначально отряд насчитывал 25—70 человек. Постепенно шло разрастание отрядов до 100—350 человек. Встречались и довольно крупные — до 800 и более партизан. Возглавляли отряд командир, комиссар и начальник штаба. В отряд входили 3—4 роты. Каждая из них состояла из 2—3 взводов по 20—30 человек. Для выполнения специальных задач организовывались специализированные группы: диверсионные, разведывательные, пропагандистские. Во всех отрядах действовали партийные и комсомольские организации.
Белорусские партизаны, при вступлении в отряд, принимали присягу. Ниже приведен текст этой присяги на белорусском языке.

Я, грамадзянін Саюза Савецкіх Сацыялістычных Рэспублік, верны сын гераічнага беларускага народа, прысягаю, што не пашкадую ні сіл, ні самога жыцця для справы вызвалення майго народа ад нямецка-фашысцкіх захопнікаў і катаў і не складу зброі да таго часу, пакуль родная беларуская зямля не будзе ачышчана ад нямецка-фашысцкай пагані.
Я клянуся строга і няўхільна выконваць загады сваіх камандзіраў і начальнікаў, строга захоўваць воінскую дысцыпліну і берагчы ваенную тайну.
Я клянуся за спаленыя гарады і вёскі, за кроў і смерць нашых жонак і дзяцей, бацькоў і мацярэй, за гвалты і здекі над маім народам жорстка помсціць ворагу і безупынна, не спыняняючыся ні перад чым, заўсёды і ўсюды смела, рашуча, дёрзка і бязлітасна знішчаць нямецкіх акупантаў.
Я клянуся ўсімі шляхамі і сродкамі актыўна дапамагаць Чырвонай Арміі паўсюдна знішчаць фашысцкіх катаў і тым самым садзейнічаць найхутчэйшаму і канчатковаму разгрому крывавага фашызму.
Я клянуся, што хутчэй загіну ў жорсткім баі з ворагам, чым аддам сябе, сваю сям’ю і беларускі народ у рабства крываваму фашызму.
Словы маёй свяшчэннай клятвы, сказанай перад маімі таварышамі-партызанамі, я замацоўваю ўласнаручным подпісам — і ад гэтай клятвы не адступлю ніколі.

Калі ж па сваёй слабасці, трусасці або па злой волі я парушу сваю прысягу і здраджу інтарэсам народа, няхай памру я ганебнай смерцю ад рук сваіх таварышаў.
Осенью 1941 года началась заброска в Белоруссию советских диверсионных и партизанских групп. Но к концу 1941 года на территории Белоруссии действовало не более 50 партизанских отрядов. Сыграли свою роль отсутствие предварительной подготовки к развёртыванию партизанского движения, ориентация окружённых частей РККА на выход из окружения любой ценой, а не на переход к партизанской борьбе в тылу врага, пропаганда среди партизан на ведение боевых действий против хорошо вооружённых оккупационных войск, в которых партизаны несли большие потери, неготовность к действиям в зимних условиях и т. д.
На основе отдельных партизанских отрядов с весны 1942 года для усиления оперативного руководства и эффективного выполнения боевых задач начали создаваться партизанские бригады и соединения. Обычно бригада включала 3-7 отрядов общей численностью тысяча и более человек. В Могилёвской области бригады назывались полками. Руководство бригады обычно состояло из командира, комиссара, начальника штаба, заместителей командира по разведке и диверсиям, помощника командира по обеспечению и медицинской службе, помощника комиссара по комсомолу.
В январе на территории Октябрьского района Полесской области была создана первая бригада — «гарнизон Ф. Павловского». В Витебской области в апреле 1942 года начала действовать 1-я Белорусская партизанская бригада (численностью 7342 человека) и в это же время в Лиозненском районе партизанская бригада «Алексея» (позже имени А. Данукалова), в июне в Ушачском районе — партизанская бригада «Смерть фашизму» (командир Мельников В. В.).
На 1 августа на территории БССР действовало 202 отряда общей численностью 20 тысяч партизан. Уменьшение численности отрядов по сравнению с 1941 годом связано с укрупнением отрядов.
За время первого этапа на территории БССР действовало свыше 56 тысяч партизан, состоящих в 417 отрядах, имелось 150 тысяч партизанских резервов. На территории БССР действовало 68 радиостанций, с помощью которых 329 отрядов могли поддерживать связь с Москвой.

#### Образование партизанских краёв
В течение 1941 года партизанами были разгромлены немецкие гарнизоны в Слуцке, Красной Слободе, Любани, Богушевске, Сураже и Холопеничах. С конца 1941 по март 1942 партизанами Кличевского и смежных районов было разгромлено свыше 80 гарнизонов и полицейских участков.
17 января 1942 года белорусскими партизанами был освобождён первый районный центр — Копаткевичи. 20 марта 1942 был освобождён Кличев и прилегающая территория. Постановлением Кличевского подпольного райкома партии и исполкома районного Совета депутатов трудящихся от 3 апреля объявлялось, что на территории Кличевского района восстановлены органы Советской власти, полностью осуществлявшие свои функции. Вместе с тем район был объявлен на военном положении.
В оперативной сводке ЦШПД от 16 июня 1942 года отмечалось, что партизаны Гомельской области восстановили Советскую власть в 103 населённых пунктах. Органы Советской власти были восстановлены и в 13 населённых пунктах Слуцкого района.
В директивах и указаниях ЦШПД подчёркивалась нецелесообразность затяжных боёв по удержанию освобождённой территории в тех случаях, когда противник имеет подавляющее превосходство в силах и оборона освобождённой территории грозит партизанам полным уничтожением. Вместо жёсткой позиционной обороны рекомендовалось использовать манёвренную оборону, удары по тылам и флангам противника.
К концу 1942 года под контролем партизан оказались 7 зон, районов и краёв.

#### Помощь с «Большой земли»
За 1941 год были подготовлены и направлены в БССР отряды, организаторские и диверсионные группы, насчитывавшие свыше 7200 человек.
В январе 1942 года войсками Калининского фронта при взаимодействии с партизанами Витебской области, в том числе отряды М. Бирюлина, М. Дьячкова, М. Шмырева, Я. Захарова и С. Воронова, была проведена наступательная операция в районе стыка флангов групп армий «Центр» и «Север». В результате образовалась брешь протяжённостью около 40 км. Сложившейся обстановкой немедленно воспользовался ЦК КП(б) Белоруссии, создав в марте 1942 года Северо-Западную оперативную группу. Группа устанавливала связи с подпольными организациями и партизанскими отрядами, руководила засылкой в глубинные районы БССР руководителей партизанского движения и партийного подполья, организаторских групп, отдельных отрядов, координируя их деятельность. Кроме того, группа систематически отправляла в тыл немцев оружие и боеприпасы. С февраля по сентябрь в «Суражские ворота» было переправлено 40 партизанских отрядов и эвакуировано с оккупированной части БССР 200 тыс. человек. Кроме того, было переправлено 102 организаторские группы и 62 диверсионные группы. За это же время партизанам было переправлено 11 500 винтовок, 6000 автоматов, 1000 пулемётов, 500 противотанковых ружей.
В конце сентября немцы, сосредоточив крупные силы, закрыли брешь в своей обороне, разгадав её назначение.
Летом 1942 года руководство ЦШПД добилось увеличения числа самолётов, выделявшихся для полётов в районы действий партизан. В снабжение партизан включилась транспортная авиация Гражданского воздушного флота, самолёты 101-го полка авиации дальнего действия и самолёты фронтовой авиации Западного, Калининского и других фронтов.
Наряду с этим по заданию ЦШПД и ЦК КП(б)Б партизаны начинают строить аэродромы, способные принимать и отправлять двухмоторные самолёты Ли-2. Первый партизанский аэродром располагался на острове Зыслов, Любанский район Минской области — принял первый самолёт 22 сентября 1942 года. Примерно в это же время начал действовать Кличевский аэродром. Началось сооружение аэродромов в Бегомльском, Ушачском и других районах БССР.
В августе 1942 года к партизанам было переправлено 30 организаторских групп, в задачу которых входило доведение указаний о подготовке к зиме до командиров всех партизанских бригад и отрядов.
В общей сложности в 1942 году было осуществлено 168 самолёто-вылетов к белорусским партизанам, при этом в тыл к немцам было доставлено 200 специалистов по ведению партизанской войны, 118 тонн боевых грузов и вывезено 180 раненых и больных.

#### Диверсионная деятельность и сопротивление

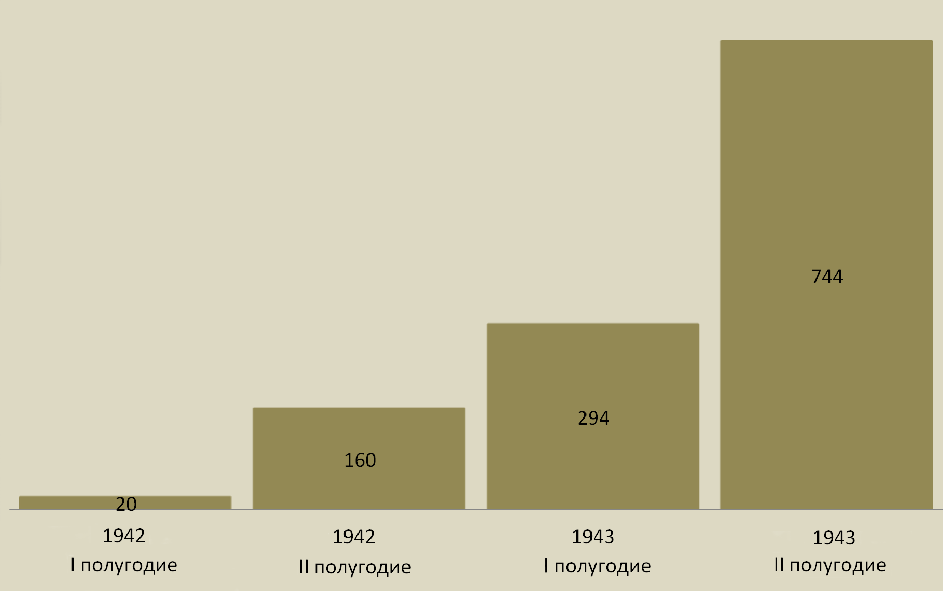
Диверсии белорусских партизан на железных дорогах (1942—1943).

20 июля 1941 года немецкое агентство «Трансокеан» сообщило, что белорусские партизаны напали на штаб 121-й пехотной дивизии вермахта, убив многих солдат и офицеров, в том числе командира дивизии генерала Ланселя. 24 июля Совинформбюро подтвердило это сообщение.
В первой половине 1942 года акции партизан (в том числе и на железной дороге) осуществлялись с помощью подручных средств. Так, крушение поездов происходило путём развинчивания и разбора рельсов специальными клиньями.
Германская железнодорожная дирекция «Центр» отмечала, что в 1942 году было зарегистрировано: в январе — феврале — 11 нападений на железные дороги, в марте — 27, в апреле — 65, в мае — 145, в июне — 262, а с 1 по 25 июля — 304. За это время партизанами было подорвано 200 паровозов, выведено из строя 773 вагона, разрушено 13 440 метров железнодорожного полотна.
Из-за недостатка в партизанских отрядах взрывчатых веществ начали работать так называемые «чертовы кухни», в которых выплавляли тол. Значительная часть специалистов-подрывников и инструкторов начала поступать из-за линии фронта. В первой половине 1942 года в партизанские отряды было направлено 33 группы специально подготовленных подрывников. В марте — сентябре белорусские партизаны получили 10 860 мин и 40 тонн взрывчатки, что позволило активизировать подрывную деятельность.
Во время боёв за Сталинград и Северный Кавказ летом 1942 года резко активизировалась подрывная деятельность партизан на железной дороге. Главной целью акций летом 1942 был срыв перевозок немецких частей и подкреплений к фронту.
По состоянию на 1 августа 1942 года с начала войны партизанами было взорвано и пущено под откос 212 поездов с боеприпасами, техникой, горючим и живой силой. За этот период было уничтожено 59 976 немецких солдат, 2877 офицеров и 7 немецких генералов, расстреляно свыше 1260 немецких агентов, шпионов и предателей.
Осенью 1942 немцами были приняты ряд мер по обеспечению безопасности железных и шоссейных дорог. Для охраны начали привлекаться все новые контингенты войск, несмотря на возможное ослабление группировок, действовавших против Красной Армии. Начали строиться доты и дзоты, устанавливаться сигнальные заграждения, оборудоваться минные поля, вырубать леса в непосредственной близости от дорог. На крупных железнодорожных станциях имелись гарнизоны в составе усиленного батальона, в распоряжение которого были бронедрезины и нередко бронепоезда. Небольшие станции прикрывались силами до роты. Между станциями охрану полотна вели силами до взвода.
25 сентября в донесении № 22 нацистская полиция безопасности и служба СД следующим образом оценивали действия партизан:

Использование мин с целью саботажа принимает в восточных областях самые широкие формы…
В ночь на 3 ноября был взорван 137-метровый мост через реку Птичь на железной дороге Брест—Гомель, и движение поездов по ней было прервано на 18 суток. Помощь в организации и подготовке партизанам оказал ЦШПД. Всего к операции — условно она называлась «Эхо на Полесье» — было привлечено 16 партизанских отрядов, насчитывавших до 1300 партизан.
1 декабря ЦШПД подвёл итог диверсионной деятельности партизан. Как отмечалось в отчёте, по далеко не полным данным, за период с начала войны и до 1 декабря партизанами Белоруссии было пущено под откос 1040 немецких железнодорожных эшелонов. В период с 1 июня по 1 декабря 1942 года было пущено под откос 804 немецких эшелона. В отчёт вошли следующие сведения о результативности действий партизан: с начала войны и по ноябрь 1942 года партизаны уничтожили 17 высших чинов нацистской армии, 3010 офицеров и 91 596 солдат и полицейских. То есть в период с августа по ноябрь 1942 года партизанами было убито 10 высших чинов немецкой армии, 133 офицера и 31 620 немецких солдат.
Самыми результативными в плане боевых действий были следующие партизанские соединения: бригада К. Заслонова, бригада А. Флегонтова, группа отрядов В. Козлова, отряд А. Морщинина, бригады А. Данукалова, М. Шмырёва, С. Короткина, М. Дьячкова, Я. Сташкевича, А. Баскакова, С. Жунина, отряд П. Пронягина.

#### Борьба против карателей
Начиная с осени 1941 года нацистами начали систематически проводиться карательные экспедиции, используя специальные карательные части, а также регулярные части вермахта. 28 марта 1942 года в боях с карателями возле деревень Платы и Курино Витебского района отличился молодой пулемётчик партизанского отряда Райцева М. Ф. Сильницкий. После многочасового боя он прикрывал отход отряда огнём из пулемёта. Погиб в неравной рукопашной схватке. В дальнейшем 6 партизанских отрядов БССР носили его имя.
13 мая 1942 года в Минске прошло совещание высших руководителей германской оккупационной власти, на котором присутствовали генеральный комиссар Генерального округа Белоруссия гауляйтер Вильгельм Кубе, руководитель СС и полиции Ценнер, начальники полиции безопасности и коменданты.
Доклад о ходе борьбы с партизанами сделал главный комендант Белоруссии генерал-майор фон Чамер-Остен. Он признал, что карательные операции против партизан и гражданского населения пользы не приносят, военное и гражданское строительство полностью парализованы, применение против партизан крупных воинских соединений не приносит заметного успеха. Докладчик сделал вывод о необходимости самого серьёзного подхода к борьбе против партизан. В заключении Чамер-Остер объявил о том, что создаются специальные «оперативно-разведывательные штабы» по руководству борьбой с партизанами. На совещании было решено об усилении работы по разложению партизанских отрядов путём засылки специально обученной агентуры и диверсантов.
Неся всё более ощутимые потери, немецкая армия только усиливала террор, уничтожая население Белоруссии (см. статью «Политика Третьего рейха в отношении гражданского населения на оккупированных территориях СССР»).

#### Агитация и пропаганда
В марте 1942 года был осуществлён кольцевой санный рейд партизан, в целях расширения партизанского движения. В нём участвовало свыше 400 партизан Минской, Полесской и Пинской областей. В ходе рейда были разгромлены многочисленные опорные пункты немцев, а также проведена большая агитационная-пропагандистская работа среди местного населения, что ускорило создание партизанской зоны.
В период с июня по ноябрь только в Витебской области было распространено свыше 6 миллионов экземпляров листовок и газет.
9 августа 1942 года ЦК КП(б)Б направил письмо командирам и комиссарам партизанских отрядов, в котором призвал их к активизации боевых действий в тылу противника. В частности, в документе говорилось об активизации диверсионной деятельности на железной дороге.

Войска и танки противника на поле боя представляют силу; будучи в эшелонах, они беззащитны и могут быть уничтожены группой партизан путём устройства крушения и разгрома, уничтожения поезда… 
Важную роль в донесении этого приказа всем партизанским отрядам сыграл отряд «Боевой» под командованием А. Флегонтова. 21 августа 1942 года отряд, состоящий из 127 всадников, перешёл линию фронта в районе «Суражских ворот» при содействии со стороны сотрудников Северо-Западной группы и ЦК КП(б)Б. Рейд длился до 11 октября 1942 года. Отряд с боями прошёл около 600 км. Выполняя поставленную задачу, отряд Флегонтова передал письмо ЦК КП(б)Б 13 партизанским бригадам и 10 отдельным бригадам, действовавшим на территории Витебской, Могилёвской и Минской областей.
В сообщениях нацистской полиции безопасности и СД о деятельности партизан в Белоруссии за период с января по июнь 1942 имелись довольно безрадостные для немцев констатации.

Разложенческая работа коммунистов в Белоруссии увеличивается…

Существует опасность, что занятые партизанами области не удастся включить в весенне-полевые работы. С другой стороны, весь скот, все продовольствие и запасы семенного зерна попадут к партизанам…

Активность партизан в Белоруссии принимает все более угрожающий характер
В декабре 1942 года ЦК КП(б)Б принял решение о выпуске газет в каждой области, в том числе и в 50 районах.

#### Взаимодействие с местным населением

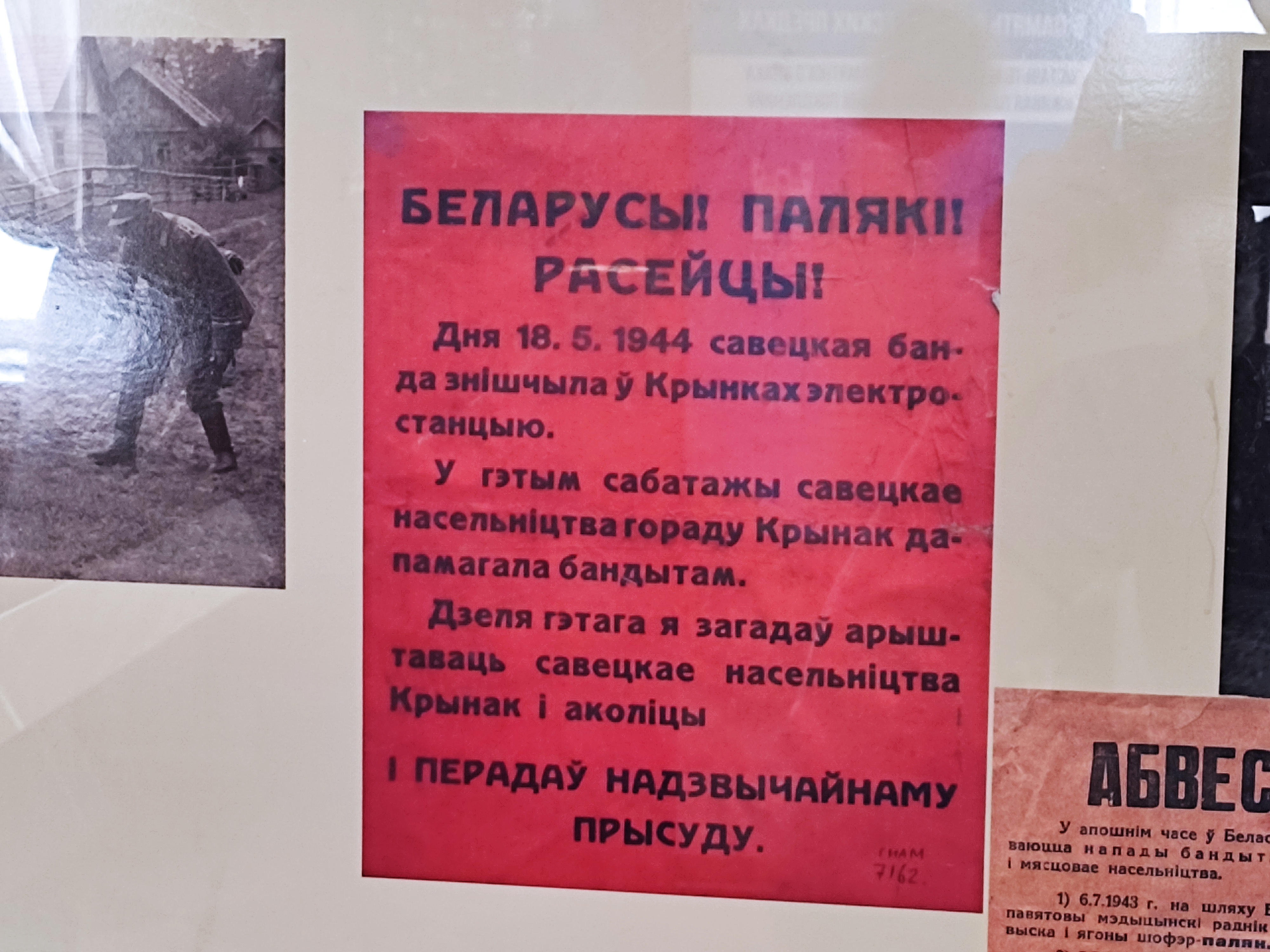
Из экспозиции музея в Новом замке (Гродно).
Представлена немецкая информационная листовка, в которой упоминается о помощи местных жителей партизанам в проведении одной из операций

Население активно помогало партизанам продуктами питания, одеждой, сбором и ремонтом оружия.

Например, жители Могилёва с весны 1942 по март 1943 года передали партизанам миномёт, 50 пулемётов, 40 автоматов, 300 пистолетов, 2 000 гранат, 200 кг тола и более 100 тысяч патронов.
В то же время, за годы оккупации территории массовой поддержки немецко-фашистских оккупационных сил среди белорусского населения не происходило.
И здесь любопытно заявление рейхсминистра восточных оккупированных территорий Альфреда Розенберга:

«В результате 23-летнего господства большевиков население Белоруссии в такой мере заражено большевистским мировоззрением, что для местного самоуправления не имеется ни организационных, ни персональных условий. Позитивных элементов, на которые можно было бы опереться, в Белоруссии не обнаружено.» 

#### ЦШПД и БШПД
Для координации партизанской деятельности 30 мая 1942 года был создан Центральный штаб партизанского движения при Ставке Верховного Главнокомандования. Первым руководителем ЦШПД стал П. К. Пономаренко.
9 сентября 1942 года был образован Белорусский штаб партизанского движения (БШПД). Его возглавил П. Калинин. С созданием БШПД Северо-Западная группа ЦК КП(б)Б была упразднена. В оперативном отношении БШПД подчинялось ЦШПД, что позволяло обеспечить единство их оперативной работы, не лишая определённой самостоятельности.
К 1 декабря 1942 года ЦШПД постоянно поддерживал связь с 417 отрядами.

### Второй этап
Второй этап включает в себя период с ноября 1942 года по декабрь 1943 года.

Численность партизан увеличилась в 2,7 раза и составила около 153 тысяч человек. Действовало около 998 партизанских отрядов. Партизанские людские резервы насчитывали более 100 тысяч человек.
Начали организовываться партизанские зоны. Организовывались зональные партизанские соединения, решавшие крупные боевые задачи во взаимодействии с войсками Красной Армии.
В конце 1943 года белорусские партизаны контролировали 108 тысяч км², или 58,4 % оккупированной территории республики, в том числе около 37,8 тысяч км² было очищено от немецких войск полностью.
С ноября 1942 по декабрь 1943 Красная армия продвинулась на запад на 500—1300 км, освободив около 50 % оккупированной противником территории. Было разгромлено 218 дивизий врага.
В этот период большой урон врагу нанесли партизанские соединения, в рядах которых сражались до 250 тысяч человек.

В 1943 году ими были проведены крупные операции «Рельсовая война» и «Концерт» по разрушению железнодорожных сообщений в тылу противника, сыгравшие важную роль в срыве перевозок немецких войск и военной техники (см. статьи «Операция «Рельсовая война»» и «Операция «Концерт»»).

#### Советские партизаны и Армия Крайова
Главной целью польской Армии Крайовой (АК) была организация вооружённого сопротивления немецким и советским оккупантам как на территории оккупированной Польши так и на бывших территориях довоенной Польши: в Западной Белоруссии, Западной Украине и Виленском крае Литвы. АК подчинялась польскому правительству в изгнании, которое после 22 июня 1941 года стало рассматривать СССР не как врага, а как союзника своих союзников, в 1941—1943 годах оно поддерживало дипломатические отношения с СССР.
Весной 1943 года отряды АК Новогрудской округи установили связь с советскими партизанами. В Нарочской партизанской зоне был установлен контакт между отрядом А. Бужиньского («Кмицец») и советским отрядом Ф. Маркова. В июне 1943 года в Иваницах 300 бойцов АК под командованием К. Милашевского совместно с советской партизанской бригадой имени Чкалова под командованием Рыгора Сидорка принимали участие в боях против немцев. В июле—августе того же года эти отряды вновь сражались против немецких войск и полиции в Налибокской пуще.
Однако в феврале, ещё до разрыва дипломатических отношений с эмигрантским правительством, начальник Центрального штаба партизанского движения при Ставке Верховного Главнокомандования П. Пономаренко направил командирам партизанских соединений и руководителям подпольных парторганизаций закрытое письмо «О военно-политических задачах работы в Западных областях Белоруссии». В нём давались следующие указания:
В районах, где имеется уже влияние наших партизанских отрядов и подпольных центров, действия групп националистических польских реакционных кругов не допускать. Руководителей незаметным образом устранять. Отряды или распускать и базы оружия забирать, или, если представляется возможным, отряд брать под своё надежное влияние, использовать, направляя на активную борьбу с немцами, соответствующим образом передислоцируя и разукрупняя, лишать их значения как самостоятельных боевых единиц, придавать другим крупным отрядам и производить соответствующую и негласную чистку от враждебных элементов.
В декабре 1943 года и феврале 1944 года командир одного из отрядов АК, капитан Адольф Пильх (псевдоним «Гура»), встретился в Столбцах с офицерами СД и вермахта и просил об оказании срочной помощи. Ему было выделено 18 тысяч единиц боеприпасов, продовольствие и обмундирование.
В сентябре 1943 — августе 1944 отряд «Гуры» не провел ни одного боя с немцами, тогда как с белорусскими партизанами — 32 боя. Его примеру последовал Анджей Куцнер («Малый»), пока по приказу штаба округа АК его не перебросили в Ошмянский район. На Виленщине (Вильнюсский край) в 1943 году в столкновениях с АК партизаны потеряли 150 человек убитыми и ранеными, 100 бойцов пропало без вести.
В феврале 1944 году оберштурмбанфюрер СС Штраух сообщал в своем рапорте: «Содружество с белопольскими бандитами продолжается. Отряд в 300 человек в Ракове и Ивенце оказался очень полезен. Переговоры с бандой Рагнера (Стефана Зайончковского) в одну тысячу человек закончены. Банда Рагнера усмиряет территорию между Неманом и железной дорогой Волковыск—Молодечно, между Мостами и Ивье. Установлена связь с другими польскими бандами».
С оккупантами сотрудничал и командир Наднеманского соединения Лидского округа АК поручик Юзев Свида (Вилейская область). Летом 1944 года в Щучинском районе польские легионеры получили под свой контроль местечки Желудок и Василишки, где они заменили немецкие гарнизоны. Для нужд борьбы с партизанами ими были предоставлены немцам 4 автомобиля и 300 тысяч патронов.
Отдельные подразделения АК проявляли большую жестокость к мирному населению, которое подозревали в симпатиях к партизанам. Легионеры сжигали их дома, угоняли скот, грабили и убивали семьи партизан. В январе 1944 года они расстреляли жену и ребёнка партизана Н. Филиповича, убили и сожгли останки шести членов семьи Д. Величко в Ивенецком районе.
В 1943 году в Ивенецком районе отряд подхорунжего 27-го уланского полка Столбцовского соединения АК Здислава Нуркевича (псевдоним «Ночь»), который насчитывал 250 человек, терроризировал мирных жителей и нападал на партизан. Были убиты командир партизанского отряда им. Фрунзе И. Г. Иванов, начальник особого отдела П. Н. Губа, несколько бойцов и комиссар партизанского отряда им. Фурманова П. П. Данилин, три партизана бригады им. Жукова и др. В ноябре 1943 года жертвами конфликта между советскими партизанами и уланами Нуркевича стали 10 партизан-евреев из отряда Шолома Зорина. В ночь на 18 ноября они заготавливали продукты для партизан в деревне Совковщизна Ивенецкого района. Один из крестьян пожаловался Нуркевичу, что «жиды грабят». Бойцы АК окружили партизан и открыли огонь, после чего увели 6 лошадей и 4 повозки партизан. Партизан, которые пытались вернуть имущество крестьянам, разоружили и после издевательств расстреляли. В ответна это 1 декабря 1943 года партизаны разоружили отряд Нуркевича. Советские отряды приняли решение разоружить отряд «Кмицица» (400 человек) и отомстить за Зорина.
В 1943 году в районе Налибокской пущи против партизан действовал отряд АК. При ночных проверках хуторов партизанами выяснилось, что зачастую поляки-мужчины по ночам отсутствовали в своих домах. Командир партизанской бригады Фрол Зайцев заявил, что если при повторной проверке мужчины-поляки будут находиться вне своих семей, то партизаны расценят это как попытку сопротивления. Угроза воздействия не имела, и хутора вблизи деревень Николаево, Малая и Большая Чапунь Ивенецкого района были сожжены партизанами.
4 июля 1944 года из Лондона в адрес партизан Армии Крайовы пришла телеграмма, указывающая, что при приближении Красной Армии партизаны АК обязаны были предлагать ей сотрудничество. Сами партизаны расценили этот приказ и подобные предложения как военную хитрость. Так, согласно публикациям прессы, 27 июня командир партизанского отряда «Искра» в Барановичской области докладывал командованию своей бригады, что получил обращение АК из Новогрудка, в котором, в частности, говорилось, что поляки всегда хотели находиться в дружбе с «кровным и большим славянским народом», что «взаимно пролитая кровь указывает нам дорогу к взаимной договорённости». В Лидском районе предложение о военном союзе было передано командованию бригады им. Кирова, в Белостокской области — секретарю подпольного обкома КП(б)Б Самутину.

#### Советские партизаны и Полесская сечь
10 апреля 1942 года Тарас Боровец (Бульба), ранее сотрудничавший с немцами, отдал приказ о начале деятельности против немцев. В апреле — мае началось формирование отрядов УПА-ПС, которые действовали на Волыни: в окрестностях города Олевск в Восточном Полесье, в Людвипольском районе Ровенской области, в окрестностях городов Ровно, Костополь, Сарны и в лесных массивах вдоль реки Случь.
Активной военной деятельности отряды УПА-ПС не вели. В немецких документах указано, что они совершают нападения на немецкие объекты только с целью обеспечения своих частей провиантом и обмундированием, а также вступают в эпизодические стычки с советскими партизанами.
Тарас Боровец осознавал беспомощность его отрядов перед двумя мощнейшими в мире армиями. Время от времени Боровец и его сторонники шли на контакт с рейхскомиссаром Украины Эрихом Кохом и вели переговоры. Вел Боровец и переговоры с советскими партизанами. Союз с СССР не состоялся, потому что Бульба—Боровец стоял на позициях полной независимости Украины, что для Москвы было категорически неприемлемо.
Осенью 1942 года бульбовцам удалось договориться с партизанами о нейтралитете. Как писал командир партизанского отряда, Герой Советского Союза, кадровый сотрудник НКВД Дмитрий Николаевич Медведев в автобиографической военной повести «Сильные духом», между ними и украинскими националистами был установлен пароль для взаимного распознавания.
Однако идейные последователи Боровца в лице «сечевиков» всё-таки отказались вести совместные с партизанами боевые действия против оккупантов и уже в декабре 1942 года Т. Боровец-«Бульба» вёл переговоры с рейхскомиссаром Украины Эрихом Кохом о возможности создания «украинской армии».
В разведсводке УШПД (Украинского штаба партизанского движения) от 5 декабря 1942 года отмечалось, что бульбовцы на территории белорусской Пинщины нападают на мелкие группы советских партизан, разоружают их и избивают, а также распространяют среди населения листовки с призывом: «Бий кацапа-москаля, гони його звiдциля, вiн тобi не потрiбен!».
Начало 1943 года ознаменовалось ещё более ожесточёнными противостояниями бульбовцев и партизан при одобрении немцев, приложивших усилия к тому, чтобы столкнуть их между собой лбами. 20 февраля 1943 года Боровец сделал громкое заявление: «УПА официально вступила в открытую борьбу на два фронта — против двух социализмов: германского и советского».
С этого времени бульбовцы вели бои с мелкими группами советских партизан на территории Белорусского Полесья и Ровенской области, а большие отряды они «пропускали» вперёд, чтобы с ними «воевали немецкие вооруженные и полицейские силы». Рассчитывая столкнуть «два социализма» между собой.
В нацистской администрации рейхскомиссариата поняли, что с этого момента компромисс с бульбовцами практически полностью зашёл в тупик, и вместо того, чтобы сосредоточить все силы на фронте, им придётся бороться на оккупированной территории как с советскими партизанами, так и с национал-украинскими силами. В переписке немецких чиновников оба перечисленных формирования именуют одинаково — бандитами. А украинских националистов даже подозревают в сотрудничестве с Москвой, обращая внимание на успешность их антинемецкой пропаганды среди населения Полесья.
Испорченные отношения между бульбовцами и нацистами приходилось выяснять во время многочисленных переговоров между «Бульбой» и немецкими оккупационными чиновниками. Из сообщения начальника нацистской Полиции безопасности и СД об антинемецкой деятельности Т. Бульбы-Боровца и его отряда:

Кажется, подтверждается тесное сотрудничество банды Боровца с большевистскими бандами, а также поддержка большевиков оружием и боеприпасами. Говорят, Боровец даже получил приглашение в Москву, но функционеры Бандеры из его окружения воспрепятствовали осуществлению поездки. Со стороны большевиков Боровцу было сделано предложение принять на себя командование всеми большевистскими бандами на севере Украины. Он якобы отклонил это предложение и поставил условие, чтобы ему через Москву дали возможность связаться с Лондоном, дабы он мог получить там возможные гарантии самостоятельности Украины в случае победы Англии.

<…>

Борьба с бандой, как и в целом с организацией ОУН, в настоящее время ведётся самыми жёсткими средствами".

Конечно, ни о каком сотрудничестве с Москвой и партизанами не могло быть и речи, советские архивные документы 1943 года гласят о непрекращающихся столкновениях бульбовцев и партизан на белорусском Полесье. Летом 1943 года в разведывательной сводке украинского штаба партизанского движения № 62 отмечено, что в среде бульбовцев растут просоветские настроения: «Среди рядового состава бульбовцев наблюдается высказывание в пользу советской власти. Некоторые из них заявляют: „Скорее бы кончилась война, лучше пусть будет советская власть, чем будут править немцы“».

### Третий этап
Третий этап (с декабря 1943 года по июль 1944 года) является заключительным в истории партизанского движения в Белоруссии. На этом этапе организация боевого взаимодействия партизанских отрядов, бригад и соединений, а также подпольщиков и войск Красной Армии достигла наивысшего уровня.

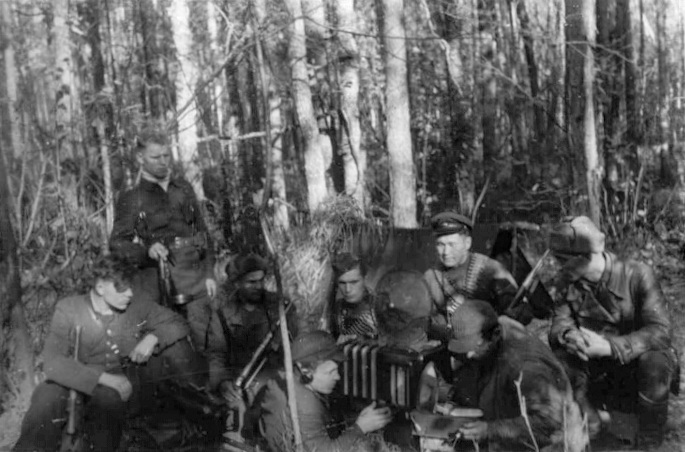
Январь 1944 года. Партизаны отряда им. Фрунзе слушают по радио сводку Совинформбюро

В 1944 году перед партизанами Белоруссии встала новая задача — помешать отступающему врагу превратить оставляемую им территорию в пустыню. ЦК Компартии Белоруссии, штабы партизанского движения и подпольные обкомы разработали специальные мероприятия по спасению населения. Только в лесах южной пригородной зоны Минска под защитой партизан нашли убежище более 5 тыс. семей, по всей территории республики расширяется сеть лесных лагерей для мирных жителей, охрану которых несли более 80 тыс. партизан.
К лету 1944 года на оккупированной врагом территории сражались 150 бригад и 49 отдельных отрядов общей численностью 143 тыс. человек. Партизаны держали в своих руках обширные зоны. Они были полными хозяевами в Октябрьском, Копаткевичском, Житковичском, Любанском, Старобинском, Ганцевичском, Кличевском, Бегомльском, Ушачском, Суражском, Меховском районах. К концу 1943 года свыше половины территории Белоруссии находилось под их фактическим контролем. Они очистили от оккупантов тысячи сел и деревень, 20 районных центров. Здесь как и до войны существовали органы советской власти, действовали советские законы и порядки.
Немецко-фашистские оккупационные войска не прекращали попыток ликвидировать партизанские края и зоны, периодически предпринимая различного масштаба карательные операции.
Самой значительной из всех стала карательная операция против Полоцко-Лепельской партизанской зоны (Витебская область) весной 1944 года, получившая в немецких документах кодовое название «Frühlingsfest» («Весенний праздник»). Общее руководство операцией осуществлял штаб 3-й танковой армии.
Началась операция 11 апреля 1944 года, имея целью полную зачистку Полоцко-Лепельской партизанской зоны с центром в городе Ушачи, где действовало партизанское соединение общей численностью более 17 тысяч партизан под общим командованием В.Е. Лобанка.
Немецко-фашистское командование оккупационных войск бросило в наступление на оборонительные линии партизан группировку войск, составлявшую около 60 тысяч солдат и офицеров.
25 дней и ночей партизаны, организовавшие круговую оборону своей территории, вели бои с наступавшим численно и технически превосходящим противником, вынужденно постепенно отходя к Ушачам.
В ночь на 5 мая полностью блокированному северо-западнее Ушач партизанскому соединению с огромными потерями удалось прорвать фашистское окружение, выведя при этом более 15 тысяч мирных жителей, тем самым избежавших карательных действий оккупантов.
См. статью «Операция «Весенний праздник» и партизанский прорыв под Ушачами весной 1944 года».
Из Журнала боевых действий германской 3-й танковой армии (запись от 10 мая 1944 года):

«Операция „Весенний праздник“ против банд в тыловой зоне близ Ушачи (32 км южнее Полоцка) закончена.

В трёхнедельных трудных боях армейские и полицейские части совместно с местными добровольцами при особенно неблагоприятных погодных условиях и местности окружили многочисленные и хорошо организованные банды в районе Лепель (около 70 км южнее Полоцка) и разбили их. Во время ночных массированных попыток прорыва лишь части банд удалось прорвать кольцо окружения. Их окружили ещё раз и уничтожили основную их часть. Преследование остатков [банд] все ещё продолжается.

Благодаря непрекращающимся авианалётам со сбросом бомб и обстрелом с воздуха Люфтваффе сыграло существенную роль в уничтожении и разгроме врага. В более чем 1500 самолёто-вылетах было сброшено более 500 тонн авиабомб.

Завоёванный успех имеет решающее значение для общей обстановки на стыке группы армий „Центр“ и группы армий „Север“.

Важность, с которой советской руководство относилось к этому партизанскому центру, показывают факты постоянных интенсивных действий [советской] авиации с целью снабжения партизан и подавления наших атакующих частей, а также [факты] отвлекающих атак на ближайшем участке фронта.

В период 17 апреля — 10 мая 1944 г. враг [то есть партизаны] потерял:
- 5955 убитых
- 6145 пленных
- 346 перебежчиков.

В эти цифры не входит множество задержанных гражданских лиц. Захвачено или уничтожено множество стрелкового оружия, большое количество боеприпасов, одна рация и один самолёт. Уничтожено:
- 102 лагерей-стоянок
- 182 бункера
- 52 огневых точки.

Собственные потери составили:
- немцы: 243 убитых, 680 раненых, 20 пропало без вести
- иностранцы [то есть полицаи, хиви, восточные роты/батальоны и т. п.]: 57 убитых, 218 раненых».

Примечание: Здесь в части собственных потерь к немецким документам стоит относиться критически. По принятой тогда практике, приводимые потери не отражали информацию в полном объёме
А вырвавшиеся из блокады партизанские бригады, несмотря на потери, не утратили организационную структуру и продолжили сражаться с оккупантами в других районах области.
Большую помощь партизанским формированиям оказали войска 1-го Прибалтийского фронта, в частности, авиацией фронта в марте-апреле 1944 года партизанам было доставлено свыше 250 тонн боеприпасов, эвакуировано около 1500 раненых.
Весной же 1944 года началась подготовка Красной Армии к операции «Багратион». Особенностью данной операции советских войск было то, что действия четырёх фронтов тесно координировались с действиями белорусских партизан.
В июне-начале июля 1944 года партизаны взорвали более 60 тыс. рельсов и пустили под откос десятки эшелонов с живой силой и техникой противника. По свидетельству начальника транспортного управления группы армий «Центр» полковника Г. Теске, эта операция вызвала «полную остановку железнодорожного движения на всех важных коммуникациях, ведущих к участкам прорыва».
Бригады им. Невского, им. Пархоменко, им. Чкалова, им. Ворошилова, им. Сталина, «Буревестник», «Беларусь» за несколько дней до подхода Красной Армии освободили районные центры Старобин, Копыль, Красную Слободу, Узду, Руденск.

Бригады им. Фрунзе, им. Рокоссовского, им. Суворова освободили Слуцк, Греск и Дзержинск.

Отряд им. Хмельницкого очистил от противника южную часть Беловежской пущи.

Пинское соединение совместно с частями 61-й армии взяли Пинск, а затем Кобрин и Брест.
Партизаны построили для наступающих войск 312 мостов и переправ. На Березине бригада «Железняк» до подхода 35-й гвардейской танковой бригады удерживала плацдарм шириной 17 км.
После освобождения БССР десятки тысяч партизан влились в ряды Красной Армии.

## Партизанские лагеря
В «Хатынской повести» Алесь Адамович описывает устройство лесного партизанского лагеря, который состоял из землянок или «буданчиков из еловой коры». Были тут и навесы из брезента. В лагере располагалась санчасть и кухня. Допуск в лагерь осуществлялся по паролю. Существовала там и должность дневального. Сообщение с другими населенными пунктами осуществлялось с помощью телег, запряженных лошадьми. Иногда эти телеги превращались в тачанки, когда на них ставили Пулемёт Льюиса. Партизаны носили брюки, рубахи, тулупы и ушанки, а на вооружении у них были преимущественно винтовки и гранаты. Из еды распространены сухари, картофель, лесные ягоды, орехи.

## Присяга белорусских партизан
Я, гражданин Союза Советских Социалистических Республик, верный сын героического белорусского народа, клянусь, что не пожалею ни сил, ни самой жизни для дела освобождения моего народа от немецко-фашистских захватчиков и палачей и не состава оружия до тех пор, пока родная белорусская земля не будет очищена от немецко-фашистской погани.
Я клянусь строго и неукоснительно выполнять приказы своих командиров и начальников, строго соблюдать воинскую дисциплину и беречь военную тайну.
Я клянусь, за сожженные города и деревни, за кровь и смерть наших жен и детей, отцов и матерей, за насилие и издевательства над моим народом, жестоко мстить врагу и безостановочно, не останавливаясь ни перед чем, всегда и везде смело, решительно, дерзко и беспощадно уничтожать немецких оккупантов.
Я клянусь всеми путями и средствами активно помогать Красной Армии повсеместно уничтожать фашистских палачей и тем самым содействовать скорейшему и окончательному разгрому кровавого фашизма.
Я клянусь, что скорее погибну в жестоком бою с врагом, чем отдам себя, свою семью и белорусский народ в рабство кровавому фашизму.
Слова моей священной клятвы, сказанной перед моими товарищами партизанами, я закрепляю собственноручной подписью, - и от этой клятвы не отступлю никогда.
Если же по своей слабости, трусости или по злой воле я нарушу свою присягу и изменю интересы народа, пусть умру я позорной смертью от рук своих товарищей.
Оригинальный текст (бел.)Я, грамадзянін Саюза Совецкіх Сацыялістычных Рэспублік, верны сын гераічнага беларускага народа, прысягаю, што не пашкадую ні сіл, ні самога жыцця для справы вызвалення майго народа ад нямецка-фашысцкіх захопнікаў і катаў і не складу зброі да таго часу, пакуль родная беларуская зямля не будзе ачышчана ад нямецка-фашысцкай погані.

Я клянуся строга і няўхільна выконваць загады сваіх камандзіраў і начальнікаў, строга захоўваць воінскую дысцыпліну і берагчы ваенную тайну.
Я клянуся, за спаленыя гарады і вёскі, за кроў і смерць нашых жонак і дзяцей, бацькоў і мацярэй, за гвалты і здзекі над маім народам, жорстка помсціць ворагу і безупынна, не спыняючыся ні перад чым, заўсёды і ўсюды смела, рашуча, дзёрзка і бязлітасна знішчаць нямецкіх акупантаў.
Я клянуся ўсімі шляхамі і сродкамі актыўна дапамагаць Чырвонай Арміі паўсямесна знішчаць фашысцкіх катаў і тым самым садзейнічаць хутчэйшаму і канчатковаму разгрому крывавага фашызма.
Я клянуся, што хутчэй загіну ў жорсткім баю з ворагам, чым аддам сябе, сваю сям’ю і беларускі народ у рабства крываваму фашызму.
Словы маёй свяшчэннай клятвы, сказанай перад маімі таварышамі партызанамі, я замацоўваю ўласнаручным подпісам, — і ад гэтай клятвы не адступлю ніколі.

Калі-ж па сваёй слабасці, трусасці або па злой волі я парушу сваю прысягу і здраджу інтарэсам народа, няхай памру я ганебнай смерцю ад рук сваіх таварышаў.

## Результаты
На территории БССР за время войны действовало около 40 партизанских соединений.
С июня 1941 по июль 1944 года партизаны Белоруссии вывели из строя около 500 тыс. военнослужащих оккупационных войск и марионеточных формирований, чиновников оккупационной администрации, вооружённых колонистов и пособников (из них 125 тыс. человек — безвозвратные потери), подорвали и пустили под откос 11 128 вражеских эшелонов и 34 бронепоезда, разгромили 29 железнодорожных станций и 948 вражеских штабов и гарнизонов, взорвали, сожгли и разрушили 819 железнодорожных и 4710 других мостов, перебили более 300 тыс. рельсов, разрушили свыше 7300 км телефонно-телеграфной линии связи, сбили и сожгли на аэродромах 305 самолётов, подбили 1355 танков и бронемашин, уничтожили 438 орудий разного калибра, подорвали и уничтожили 18 700 автомашин, уничтожили 939 военных складов. За тот же период партизаны Белоруссии взяли следующие трофеи: орудий — 85, миномётов — 278, пулемётов — 1874, винтовок и автоматов — 20 917. Общие безвозвратные потери белорусских партизан в 1941—1944 годах, по неполным данным, составили 45 тыс. человек.
За участие в антифашистской борьбе в подполье и партизанских отрядах на территории БССР советскими правительственными наградами были награждены более 120 тыс. человек, звание Героя Советского Союза получили 87 человек.
Несмотря на гибель коммунистов и комсомольцев в период оккупации, общая численность партийных организаций на территории БССР за период оккупации увеличилась с 8500 до 25 152 человек
Один из историков опубликовал статью, в которой посчитал, что результаты деятельности партизан сильно завышены.

## Иностранные граждане в партизанском движении Белоруссии
Помимо советских граждан, в партизанском движении на территории БССР принимали участие интернационалисты — граждане европейских государств: 2500 поляков, чехи, словаки, болгары, сербы, венгры, французы, немцы и австрийцы, несколько хорватов и македонцев. За участие в антифашистской борьбе в подполье и партизанских отрядах на территории БССР советскими правительственными наградами были награждены 703 поляка, 184 словака и 33 чеха, 25 немцев, 24 испанца, 14 французов и несколько граждан иных государств.

### Известные представители
- Налепка Ян — словацкий офицер Вермахта (капитан), сотрудничавший с партизанами. В мае 1943 вместе с личным составом своего подразделения перешёл на сторону партизан, командовал отрядом в соединении А. Сабурова. Погиб в бою. Герой Советского Союза (посмертно);
- Карастоянова Лилия — болгарская журналистка. До войны проживала в Москве, после подготовки в НКВД была заброшена за линию фронта и сражалась в отряде А. Фёдорова. Награждена орденом Отечественной войны II степени;
- Шменкель Фриц — немецкий коммунист. Служил в 186-й пехотной дивизии Вермахта (ефрейтор), в ноябре 1941 года дезертировал в районе Ярцево и успешно скрывался до ареста в феврале 1942 года. Освобожден партизанским отрядом, к которому впоследствии присоединился. Принял участие во множестве успешных операций, выдавая себя за немецкого офицера. Был арестован близ Орши и казнен оккупационными властями в Минске в феврале 1944 года. Герой Советского Союза;
- Шеффлер Феликс — немецкий антифашист. В 1941 году в звании фельдфебеля попал в советский плен, прошёл подготовку и был заброшен в район Барановичей в составе диверсионной группы. После войны окончил военно-морскую академию и дослужился до контр-адмирала фольксмарине ГДР;
- Кляйнюнг Карл — немецкий коммунист. Принимал участие в гражданской войне в Испании, с 1939 года проживал в Нижнем Новгороде и работал на заводе ГАЗ. В 1943—1944 годах был заброшен в Минск, присвоил личность немецкого унтер-офицера и принимал участие в организации ликвидации В. Кубе. После войны дослужился до генерала госбезопасности ГДР.

## Герои Советского Союза
- Азончик Александр Семёнович;
- Бумажков Тихон Пименович;
- Волынец Андрей Иванович;
- Галецкий Пётр Антонович;
- Дроздович Викентий Иосифович;
- Дубровский Фёдор Фомич;
- Жабон, Бадма Жапович;
- Захаров Иван Кузьмич;
- Казей Марат Иванович;
- Касаев Осман Мусаевич;
- Квитинский Вячеслав Антонович;
- Клещёв Алексей Ефимович;
- Ковалёв Филипп Иванович;
- Кожар Илья Павлович;
- Козлов Василий Иванович;
- Корж Василий Захарович;
- Королёв Николай Филиппович;
- Котченко Фёдор Петрович;
- Кухарев Фёдор Яковлевич;
- Лавринович Эдуард Викторович;
- Лобанок Владимир Елисеевич;
- Лорченко Леонид Дмитриевич;
- Лукашевич Алексей Стефанович;
- Малышев Фёдор Алексеевич;
- Манкович Степан Степанович;
- Мариненко Татьяна Савельевна;
- Марков Фёдор Григорьевич;
- Масловская Анна Ивановна;
- Мачульский Роман Наумович;
- Машеров Пётр Миронович;
- Мирковский Евгений Иванович;
- Михайлашев Николай Афанасьевич;
- Неклюдов Валентин Леонидович;
- Павловский Фёдор Илларионович;
- Парахневич Владимир Алексеевич;
- Портнова Зинаида Мартыновна;
- Рабцевич Александр Маркович;
- Романов Павел Минаевич;
- Сикорский Сергей Иванович;
- Сильницкий Михаил Фёдорович;
- Троян Надежда Викторовна;
- Хомченовский Владимир Антонович;
- Хоружая Вера Захаровна;
- Царюк Владимир Зенонович;
- Шменкель Фриц Пауль;
- Шмырёв Минай Филиппович.